# Torpedo sinuspersici
Torpedo sinuspersici е вид хрущялна риба от семейство Torpedinidae.

## Разпространение и местообитание
Този вид е разпространен във водите около Бахрейн, Джибути, Египет, Еритрея, Йемен, Индия, Ирак, Иран, Кувейт, Мадагаскар, Мозамбик, Обединени арабски емирства, Оман, Саудитска Арабия, Судан и Южна Африка (Източен Кейп и Квазулу-Натал).
Обитава крайбрежията и пясъчните дъна на полусолени водоеми, океани, морета, заливи, рифове и реки. Среща се на дълбочина от 2,3 до 200 m, при температура на водата от 26 до 27,4 °C и соленост 35 – 36,3 ‰.

## Описание
На дължина достигат до 1,3 m.